# Sri-lankische Badmintonmeisterschaft 2001
Die Sri-lankische Badmintonmeisterschaft 2001 war die 49. Austragung der nationalen Titelkämpfe im Badminton in Sri Lanka.

## Sieger und Finalisten
| Disziplin    | Gold                                | Silber                               |
| ------------ | ----------------------------------- | ------------------------------------ |
| Herreneinzel | Niluka Karunaratne                  | Manjula Fernando                     |
| Dameneinzel  | Chandrika de Silva                  | Dilhani de Silva                     |
| Herrendoppel | Manjula Fernando Palinda Halangoda  | Kamal Gamlath Clarence Homer         |
| Damendoppel  | Chandrika de Silva Dilhani de Silva | Sriyani Deepika Tharaka Abeywickrama |
| Mixed        | Kamal Gamlath Chandrika de Silva    | Clarence Home Sriyani Deepika        |